# Wouter de Groot
Pour les articles homonymes, voir de Groote.
Wouter de Groot, né le 4 août 1985, à Heemstede, est un coureur cycliste néerlandais.

## Biographie
En 2012, il s'impose sur une étape du Tour du Faso.

## Palmarès
- 2012
  - 6e étape du Tour du Faso

## Classements mondiaux
| Année         | 2013 |
| ------------- | ---- |
| UCI Asia Tour | 141e |